# Thierry Pauwels
Thierry Pauwels (* 1957) ist ein belgischer Astronom und Asteroidenentdecker.
Er arbeitet am Observatoire royal de Belgique (IAU-Code 012) in Uccle in Belgien und entdeckte zwischen 1996 und 2008 insgesamt 100 Asteroiden sowie 9 weitere zusammen mit Kollegen.
Der Asteroid (12761) Pauwels wurde 1993 nach ihm benannt.

## Quelle
- Lutz D. Schmadel: Dictionary of Minor Planet Names. 5th ed. Springer, Berlin 2003, ISBN 3-540-00238-3 (engl.) [Voransicht bei Google Book Search